# Jmenný rod
Jmenný rod (lat. genus nominis či jen genus) je mluvnická kategorie jmen (lat. nomina), tedy podstatných jmen, přídavných jmen, zájmen, číslovek a případně dalších slovních druhů, která ovlivňuje jejich skloňování a také tvary sloves, zejména příčestí. Jmenný rod je jedním z gramatických (mluvnických) rodů, často se zapomíná na existenci slovesného rodu (genus verbi) a ztotožňuje se jmenný rod s pojmem gramatického rodu, případně se mluví jen o rodu.
Podobně jako v češtině se v mnoha jazycích rozlišuje rod mužský (lat. masculinum, počeštěně maskulinum), ženský (femininum) a střední (neutrum). V různých jazycích se však tento systém rodů liší. Rod často souvisí s biologickou pohlavností a s životností (resp. neživotností) aj., ale je zpravidla od biologické pohlavnosti odlišný, ne zcela jí v některých jazycích odpovídá – např. v češtině mohou být neživé věci nejen rodu středního, ale i mužského nebo ženského.
V indoevropských jazycích se původně ve všech rozlišoval rod mužský, ženský a střední. V mnoha románských jazycích však dnes neexistuje rod střední. Naopak v některých severogermánských jazycích, např. ve švédštině, ženský rod splynul s mužským, takto vzniklý rod nazýváme společný (commune) – v jeho rámci pak u osobních zájmen ve 3. osobě jednotného čísla rozlišujeme podrod mužský, ženský a věcný (pro věci, které nejsou rodu středního). V angličtině zanikl systém mluvnických rodů, zachovalo se pouze rozlišení přirozeného rodu u osobních zájmen ve 3. osobě jednotného čísla, který se ale objevuje i u některých věcí, např. nebeských těles. Mnohé jazyky kategorii mluvnického rodu vůbec neznají, a to ani u osobních zájmen. Typickým případem jsou ugrofinské jazyky, jako je finština nebo maďarština. V některých jazycích se rozlišují jména do více než tří rodových kategorií a zahrnuje se do nich i kategorie životnosti. 

## Generický rod
Gramatický rod ne vždy přímo souvisí s pohlavím. U substantiv neoznačujících živé jedince je mnohdy spíše nahodilý (ten ústav, ale ta instituce; ten kopec nebo vrch, ale ta hora; ten bůh nebo duch, ale to božstvo a ta bytost nebo duše nebo síla nebo moc). Některé výrazy mužského nebo ženského rodu se používají i jako generický rod, tj. obecné označení pro jedince obou rodů, a to buď jako generické maskulinum (zaměstnanec, slon), nebo jako generické femininum (osoba, celebrita, opice, zebra, mrtvola), a to často i v případech, kdy slovo opačného rodu (zpravidla přechýlené) existuje (zaměstnankyně, slonice, opičák), v některých případech existuje i generické neutrum (klíště, dítě, lamželezo, prase). Vztahem genderů a jazyka se zabývá genderová lingvistika, přičemž v rámci feministické genderové lingvistiky existují přístupy, které brojí zejména proti generickým maskulinům, jimž vytýkají, že v praxi si příjemce sdělení pod nimi představí spíše muže, a prosazují buď paralelní používání výrazů v obou rodech jako rovnocenných, nebo používání bezrodých výrazů, pokud to daný jazyk umožňuje, a v některých případech přechýlené tvary záměrně vytvářejí nebo prosazují (například v češtině hostka vedle slova host). V anglické gramatice rod prakticky zanikl a reliktně zůstal jen ve volbě osobního zájmena (he=on / she=ona / it=ono, him-his/her/its), případně je vnímán v některých částech složených slov (-man). 

## Rod v češtině
Čeština rozlišuje rod mužský, ženský a střední, u jmen mužského rodu se dále diferencuje na životná a neživotná. V češtině se jmenný rod podmětu shodou (kongruencí) promítá i do některých slovesných tvarů (příčestí). U některých substantiv gramatický rod kolísá a některá varianta může být příznaková (regionálně, stylisticky apod.). Ke změně rodu slouží tzv. přechylování.

## Přehled jazyků

### Jazyky bez mluvnických rodů
- Afrikánština
- Angličtina (Angličtina má u zájmen ve třetí osobě jednotného čísla systém přirozených rodů (he, she, it), ale nemá mluvnické rody.)
- Arménština
- Barmština
- Baskičtina
- Bengálština
- Bislama
- Bugis
- Cebuano
- Čínština
- Esperanto (Esperanto rozlišuje rodem zájmena ve třetí osobě a příponu označující ženský rod. )
- Estonština
- Finština
- Guaraní
- Gruzínština
- Grónština (nerozlišuje dokonce ani osobní zájmena on, ona)
- Havajština
- Chol
- Ido (Ido má mužský infix -ul a ženský infix -in pro živé bytosti. Tyto infixy jsou volitelné a používají se, jen pokud je to nutné pro zamezení záměn. Kromě toho mají osobní zájmena v jednotném i množném čísle tvary pro rod mužský, ženský a střední.)
- Ilocano
- Indonéština
- Interlingua
- Japonština
- Kannadština (Kannadština rozlišuje rod u životných podstatných jmen (učitel/učitelka, sluha/služka) a s nimi souvisejících zájmen)
- Kečuánština
- Khmerština
- Klingonština
- Korejština
- Laoština
- Laponské jazyky
- Lojban
- Makasar
- Malajština
- Malajálamština
- Malgaština
- Mandar
- Maďarština
- Nahuatl
- Papiamentu
- Perština
- Pirahã
- Quenijština
- Sindarština
- Sinhálština
- Střední Yup'ik
- Tagalog
- Telugština
- Thajština
- Tlingit
- Tok Pisin
- Toki Pona
- Tulu
- Turečtina
- Tzeltal
- Tzotzil
- Vietnamština
- Jorubština

### Jazyky se dvěma mluvnickými rody

#### Mužský a ženský rod
- Akkadština
- Arabština
- Aramejština
- Bengálština
- Katalánština
- Koptština
- Francouzština
- Hebrejština
- Hindština
- Irština
- Italština
- Litevština, viz též „Tři rody s jiným systémem rozdělení“
- Lotyština
- Okcitánština
- Paňdžábština
- Portugalština
- Skotská gaelština
- Starověká egyptština
- Španělština
- Tamazight (Berberština)
- Urdština
- Velština

#### Společný a střední rod
- Dánština
- Dolnoněmčina
- Norština (Riksmål)
- Švédština

#### Životný a neživotný rod
- Algonkinské jazyky
- Baskičtina
- Chetitština
- Sumerština

V mnoha těchto jazycích je pojmem "životnost" ve skutečnosti míněna spíše jiná distinkce, např. lidský a ne-lidský, racionální a neracionální, sociálně aktivní a sociálně pasivní aj.

### Jazyky se třemi mluvnickými rody

#### Mužský, ženský a střední rod
- Albánština (Střední rod však téměř vymizel)
- Běloruština
- Bosenština
- Bulharština
- Čeština
- Faerština
- Gujarati
- Chorvatština
- Islandština
- Jidiš
- Latina
- Lužická srbština
- Maráthština
- Němčina
- Nizozemština (Mužský a ženský rod téměř splynuly, rozdíly však přesto stále existují.)
- Norština
- Polština
- Rumunština
- Ruština
- Řečtina
- Sanskrt
- Srbština
- Slovenština
- Slovinština
- Stará angličtina
- Stará pruština
- Starořečtina
- Tamilština (Má ještě zvláštní čtvrtý rod, který slouží k oslovování učitelů a vyšších úředníků, něco jako české vykání.)
- Ukrajinština

#### Tři rody s jiným systémem rozdělení
- Klingonština (umělý jazyk ze světa Star Treku; schopní mluvit, části těla a ostatní)
- Litevština má ve skutečnosti tři rody: mužský, ženský a "bez rodu" - tedy nikoliv rod střední. Tvary bez rodu se vyskytují poměrně málo často, používají se u přídavných jmen a u některých tvarů přechodníků sloves.

### Jazyky s více než třemi mluvnickými rody
- Bantuské jazyky
- Bats
- Dyirbal
- Svahilština
- Zulu

Některé slovanské jazyky, jako čeština a ruština, rozlišují mužský rod životný a neživotný. Polština rozlišuje životný a neživotný mužský rod v jednotném čísle a v množném čísle rod mužský osobní a ostatní.
Švédština ve společném rodě u osobních zájmen třetí osoby jednotného čísla podrod mužský (han), ženský (hon) a věcný (den), ve středním rodě má zájmeno det.

#### Více než tři rody včetně označení míry
- Ainština
- Bengálština
- Čínština
- Japonština[zdroj?]
- Korejština
- Thajština